# نيكولا برازير
نيكولا برازير (بالفرنسية: Nicolas Brazier)‏ هو كاتب مسرحي وشاعر فرنسي، ولد في 17 فبراير 1783 في باريس في فرنسا، وتوفي في 18 فبراير 1838.

## وصلات خارجية
- نيكولا برازير على موقع ميوزك برينز (الإنجليزية)